# Langscheid (Sundern)
Langscheid is een plaats in de Duitse gemeente Sundern (Sauerland), deelstaat Noordrijn-Westfalen, en telt 2823 inwoners.